# Wereldbeker schaatsen 2013/2014 - Wereldbeker 4
De Wereldbeker schaatsen 2013/2014 Wereldbeker 4 was de vierde wedstrijd van het Wereldbekerseizoen die van 6 tot en met 8 december 2013 plaatsvond in het Sportforum Hohenschönhausen in Berlijn, Duitsland.
Deze wedstrijd was een van de vier waarop het gros van de startplaatsen voor het schaatsen op de Olympische Winterspelen 2014 werd verdeeld. De medailles waren deze wedstrijd niet van goud, zilver en brons, maar van chocolade gemaakt.

## Tijdschema
| Datum               | Tijd   | Onderdeel                                                                 |
| ------------------- | ------ | ------------------------------------------------------------------------- |
| Vrijdag 6 december  | 14.50u | 1e 500 m vrouwen 1e 500 m mannen 3000 m vrouwen 1500 m mannen             |
| Zaterdag 7 december | 13.00u | 2e 500 m vrouwen 1000 m mannen 1500 m vrouwen ploegenachtervolging mannen |
| Zondag 8 december   | 13.50u | 2e 500 m mannen 1000 m vrouwen 5000m mannen ploegenachtervolging vrouwen  |

## Belgische deelnemers
| Afstand | Geslacht | Deelnemers, A- of B-groep | Deelnemers, A- of B-groep | Deelnemers, A- of B-groep | Deelnemers, A- of B-groep | Deelnemers, A- of B-groep | Deelnemers, A- of B-groep |
| ------- | -------- | ------------------------- | ------------------------- | ------------------------- | ------------------------- | ------------------------- | ------------------------- |
| 1000m   | Mannen   | Bart Swings               | B                         |                           |                           |                           |                           |
|         |          |                           |                           |                           |                           |                           |                           |
| 1500m   | Mannen   | Bart Swings               | A                         |                           |                           |                           |                           |
| 1500m   | Vrouwen  | Jelena Peeters            | B                         |                           |                           |                           |                           |
|         |          |                           |                           |                           |                           |                           |                           |
| 5000m   | Mannen   | Bart Swings               | A                         | Maarten Swings            | B                         | Wannes Van Praet          | B                         |
| 3000m   | Vrouwen  | Jelena Peeters            | B                         |                           |                           |                           |                           |

De beste Belg per afstand wordt vet gezet

## Nederlandse deelnemers
| Afstand              | Geslacht | Deelnemers, A- of B-groep                       | Deelnemers, A- of B-groep                       | Deelnemers, A- of B-groep                       | Deelnemers, A- of B-groep                       | Deelnemers, A- of B-groep                       | Deelnemers, A- of B-groep                       | Deelnemers, A- of B-groep                       | Deelnemers, A- of B-groep                       | Deelnemers, A- of B-groep                       | Deelnemers, A- of B-groep                       |
| -------------------- | -------- | ----------------------------------------------- | ----------------------------------------------- | ----------------------------------------------- | ----------------------------------------------- | ----------------------------------------------- | ----------------------------------------------- | ----------------------------------------------- | ----------------------------------------------- | ----------------------------------------------- | ----------------------------------------------- |
| 1e 500m              | Mannen   | Jesper Hospes                                   | A                                               | Michel Mulder                                   | A                                               | Hein Otterspeer                                 | B                                               | Mark Tuitert                                    | B                                               | Lennart Velema                                  | B                                               |
| 1e 500m              | Vrouwen  | Margot Boer                                     | A                                               | Anice Das                                       | A                                               | Thijsje Oenema                                  | A                                               | Mayon Kuipers                                   | B                                               | Marrit Leenstra                                 | B                                               |
|                      |          |                                                 |                                                 |                                                 |                                                 |                                                 |                                                 |                                                 |                                                 |                                                 |                                                 |
| 2e 500m              | Mannen   | Jesper Hospes                                   | A                                               | Michel Mulder                                   | A                                               | Hein Otterspeer                                 | B                                               | Mark Tuitert                                    | B                                               | Lennart Velema                                  | B                                               |
| 2e 500m              | Vrouwen  | Margot Boer                                     | A                                               | Anice Das                                       | A                                               | Thijsje Oenema                                  | A                                               | Mayon Kuipers                                   | B                                               | Marrit Leenstra                                 | B                                               |
|                      |          |                                                 |                                                 |                                                 |                                                 |                                                 |                                                 |                                                 |                                                 |                                                 |                                                 |
| 1000m                | Mannen   | Michel Mulder                                   | A                                               | Hein Otterspeer                                 | A                                               | Sjoerd de Vries                                 | A                                               | Thomas Krol                                     | B                                               | Lennart Velema                                  | B                                               |
| 1000m                | Vrouwen  | Lotte van Beek                                  | A                                               | Margot Boer                                     | A                                               | Manon Kamminga                                  | A                                               | Marrit Leenstra                                 | A                                               | Antoinette de Jong                              | B                                               |
|                      |          |                                                 |                                                 |                                                 |                                                 |                                                 |                                                 |                                                 |                                                 |                                                 |                                                 |
| 1500m                | Mannen   | Rhian Ket                                       | A                                               | Mark Tuitert                                    | A                                               | Jan Blokhuijsen                                 | B                                               | Wouter olde Heuvel                              | B                                               | Thomas Krol                                     | B                                               |
| 1500m                | Vrouwen  | Lotte van Beek                                  | A                                               | Ireen Wüst                                      | A                                               | Marrit Leenstra                                 | A                                               | Jorien ter Mors                                 | B                                               | Jorien Voorhuis                                 | B                                               |
|                      |          |                                                 |                                                 |                                                 |                                                 |                                                 |                                                 |                                                 |                                                 |                                                 |                                                 |
| 5000m                | Mannen   | Jorrit Bergsma                                  | A                                               | Jan Blokhuijsen                                 | A                                               | Bob de Jong                                     | A                                               | Douwe de Vries                                  | A                                               | Rob Hadders                                     | B                                               |
| 3000m                | Vrouwen  | Antoinette de Jong                              | A                                               | Jorien Voorhuis                                 | A                                               | Linda de Vries                                  | A                                               | Ireen Wüst                                      | A                                               | Jorien ter Mors                                 | B                                               |
|                      |          |                                                 |                                                 |                                                 |                                                 |                                                 |                                                 |                                                 |                                                 |                                                 |                                                 |
| Ploegenachtervolging | Mannen   | Jorrit Bergsma, Jan Blokhuijsen, Douwe de Vries | Jorrit Bergsma, Jan Blokhuijsen, Douwe de Vries | Jorrit Bergsma, Jan Blokhuijsen, Douwe de Vries | Jorrit Bergsma, Jan Blokhuijsen, Douwe de Vries | Jorrit Bergsma, Jan Blokhuijsen, Douwe de Vries | Jorrit Bergsma, Jan Blokhuijsen, Douwe de Vries | Jorrit Bergsma, Jan Blokhuijsen, Douwe de Vries | Jorrit Bergsma, Jan Blokhuijsen, Douwe de Vries | Jorrit Bergsma, Jan Blokhuijsen, Douwe de Vries | Jorrit Bergsma, Jan Blokhuijsen, Douwe de Vries |
| Ploegenachtervolging | Vrouwen  | Marrit Leenstra, Jorien ter Mors, Ireen Wüst    | Marrit Leenstra, Jorien ter Mors, Ireen Wüst    | Marrit Leenstra, Jorien ter Mors, Ireen Wüst    | Marrit Leenstra, Jorien ter Mors, Ireen Wüst    | Marrit Leenstra, Jorien ter Mors, Ireen Wüst    | Marrit Leenstra, Jorien ter Mors, Ireen Wüst    | Marrit Leenstra, Jorien ter Mors, Ireen Wüst    | Marrit Leenstra, Jorien ter Mors, Ireen Wüst    | Marrit Leenstra, Jorien ter Mors, Ireen Wüst    | Marrit Leenstra, Jorien ter Mors, Ireen Wüst    |

De beste Nederlander per afstand wordt vet gezet

## Podia

### Mannen
| Wedstrijd            | Goud                                                    | Tijd     | Zilver                                                 | Tijd     | Brons                                                   | Tijd    |
| 1e 500 m             | Michel Mulder Nederland                                 | 34,80    | Mo Tae-bum Zuid-Korea                                  | 34,89    | Keiichiro Nagashima Japan                               | 35,01   |
| 2e 500 m             | Mo Tae-bum Zuid-Korea                                   | 34,87(6) | Joji Kato Japan                                        | 34,87(8) | Michel Mulder Nederland                                 | 34,95   |
| 1000 m               | Mo Tae-bum Zuid-Korea                                   | 1.09,50  | Michel Mulder Nederland                                | 1.09,52  | Shani Davis Verenigde Staten                            | 1.09,59 |
| 1500 m               | Joey Mantia Verenigde Staten                            | 1.45,80  | Zbigniew Bródka Polen                                  | 1.45,83  | Denis Joeskov Rusland                                   | 1.46,14 |
| 5000 m               | Jorrit Bergsma Nederland                                | 6.14,82  | Jan Blokhuijsen Nederland                              | 6.15,66  | Lee Seung-hoon Zuid-Korea                               | 6.16,12 |
| Ploegenachtervolging | Nederland Jorrit Bergsma Jan Blokhuijsen Douwe de Vries | 3.41,46  | Zuid-Korea Joo Hyung-joon Kim Cheol-min Lee Seung-hoon | 3.41,92  | Polen Zbigniew Bródka Konrad Niedźwiedzki Jan Szymański | 3.43,81 |

### Vrouwen
| Wedstrijd            | Goud                                                 | Tijd    | Zilver                                                            | Tijd    | Brons                                                 | Tijd    |
| 1e 500 m             | Lee Sang-hwa Zuid-Korea                              | 37,36   | Olga Fatkoelina Rusland                                           | 37,71   | Wang Beixing China                                    | 37,79   |
| 2e 500 m             | Olga Fatkoelina Rusland                              | 37,92   | Wang Beixing China                                                | 37,96   | Heather Richardson Verenigde Staten                   | 38,00   |
| 1000 m               | Heather Richardson Verenigde Staten                  | 1.14,51 | Brittany Bowe Verenigde Staten                                    | 1.15,42 | Olga Fatkoelina Rusland                               | 1.15,49 |
| 1500 m               | Ireen Wüst Nederland                                 | 1.55,33 | Katarzyna Bachleda-Curuś Polen                                    | 1.55,93 | Lotte van Beek Nederland                              | 1.56,28 |
| 3000 m               | Martina Sáblíková Tsjechië                           | 4.02,25 | Claudia Pechstein Duitsland                                       | 4.02,96 | Ireen Wüst Nederland                                  | 4.03,50 |
| Ploegenachtervolging | Nederland Marrit Leenstra Jorien ter Mors Ireen Wüst | 2.58,19 | Polen Katarzyna Bachleda-Curuś Natalia Czerwonka Luiza Złotkowska | 3.01,18 | Zuid-Korea Kim Bo-reum Noh Seon-yeong Yang Shin-young | 3.02,04 |